# Sytuacja prawna i społeczna osób LGBT w Bośni i Hercegowinie
Lesbijki, geje, biseksualiści i osoby transpłciowe (osoby LGBT) w Bośni i Hercegowinie mogą się spotkać z prawnymi trudnościami, których nie doświadczają cispłciowe osoby heteroseksualne. Kontakty homoseksualne – zarówno kobiet, jak i mężczyzn – są w Bośni i Hercegowinie legalne od 1996 roku, jednakże pary jednopłciowe ani gospodarstwa przez nie prowadzone nie są chronione prawnie tak jak u par różnopłciowych. Dyskryminacja z powodu orientacji seksualnej, tożsamości płciowej oraz cech płciowych jest zakazana.

## Prawo wobec kontaktów homoseksualnych
Bośnia i Hercegowina zarządzana jest przez dwa odrębne terytoria – Federację Bośni i Hercegowiny oraz Republikę Serbską. Fizyczne kontakty homoseksualne zostały zalegalizowane w Federacji Bośni i Hercegowiny w 1996, a w Republice Serbskiej w 1998 roku, jako że obydwie jednostki przyjęły osobne kodeksy karne. Wiek osób dopuszczających się legalnie kontaktów homo- i heteroseksualnych jest równy i wynosi czternaście lat. Tego typu kontakt z osobą poniżej czternastego roku życia ustawowo określany jest jako gwałt.

### Służba wojskowa
Mężczyźni homoseksualni i biseksualni nie są wykluczeni ze służby wojskowej z powodu swojej orientacji seksualnej.

### Krwiodawstwo
Mężczyźni mający kontakty seksualne z mężczyznami nie mogą być w Bośni i Hercegowinie dawcami krwi.

## Ochrona prawna przed dyskryminacją
Ustawa o równości płci, która została przyjęta w 2003 roku i weszła w życie w 2009, zakazuje dyskryminacji na podstawie płci, cech płciowych i orientacji seksualnej (artykuł drugi). W wersji tej ustawy z roku 2003, płeć była określana jako gender, a orientacja seksualna nie została uwzględniona. W ostatecznej formie z 2009 roku, prawo wyraźnie rozróżnia pojęcia płeć i gender. Obydwie te kategorie zostały objęte ustawą. Orientacja seksualna nie jest w ustawie zdefiniowana. Prawo obowiązuje na terenie całego kraju. Zakaz dyskryminacji ze względu na orientację seksualną znajduje się także w Konstytucji Dystryktu Brczko, Kodeksie Pracy Dystryktu Brczko, Kodeksie Karnym Bośni i Hercegowiny (artykuł 145.), Kodeksie Karnym Federacji Bośni i Hercegowiny, a także Kodeksie Karnym Republiki Serbskiej.
Prawo antydyskryminacyjne przyjęte w 2009 nie uwzględnia tożsamości płciowej, choć zakładano to przez wprowadzeniem ustawy. Cechy płciowe nie są pojęciem objaśnionym w ustawie, podobnie jak termin orientacja seksualna. Choć ustawa zakazuje „wszelkiego reprezentowania i zachęcania do postaw rasistowskich, antyreligijnych i przeciwnych innym narodowościom”, to nie zabrania mowy nienawiści przez wzgląd na orientację seksualną i tożsamość płciową (artykuł czwarty).
W kwietniu 2016 bośniacki parlament przyjął poprawki do Kodeksu Karnego, zakazując przestępstw z nienawiści motywowanych orientacją seksualną i tożsamością płciową. 15 czerwca 2016 przyjęte zmiany zostały opublikowane w dzienniku ustaw. Podobne zakazy istniały już wcześniej w Republice Serbskiej i Dystrykcie Brczko.
W lipcu 2016 parlament Bośni i Hercegowiny przyjął ustawę wprost zakazującą dyskryminacji ze względu na orientację seksualną, tożsamość płciową i cechy płciowe.

### Azyl
Prześladowanie z uwagi na orientację seksualną nie jest prawnie uznane za czynnik gwarantujący status uchodźcy.

## Uznanie związków osób tej samej płci
W bośniackim ustawodawstwie nie istnieje żadna prawna forma uznania związków jednopłciowych. Konstytucja Bośni i Hercegowiny nie odnosi się do instytucji małżeństwa, jednak na poziomie lokalnym Federacja Bośni i Hercegowiny oraz Republika Serbska ograniczają małżeństwo do par różnopłciowych, co zapisane jest w ich kodeksach rodzinnych.

## Adopcja dzieci przez pary jednopłciowe
Partnerzy w konkubinacie nie mają żadnych praw wychowawczych do dziecka swojego partnera. Niemożliwe jest również wspólne przysposobienie dziecka przez parę jednopłciową.

## Prawa osób transpłciowych
Osoby transseksualne mają w Bośni i Hercegowinie możliwość prawnej zmiany płci.

## Życie osób LGBT w kraju
W kraju działa kilka organizacji działających na rzecz praw osób LGBT. Organizacja Q do Spraw Promocji i Ochrony Kultury, Tożsamości i Praw Człowieka Osób Queer była pierwszą zarejestrowaną organizacją działającą w tym kierunku. Została ona założona we wrześniu 2002, a formalnie zarejestrowana w lutym 2004. Organizacja Logos wstępnie uformowała się pod koniec 2005 pod nazwą Inicjatywa dla Widzialności Muzułmanów Queer, lecz wkrótce zmieniła nazwę na Logos i została zarejestrowana w 2006. W połowie 2006 grupa Equilibrium została zarejestrowana w Republice Serbskiej i była pierwszą organizacją pracującą poza Banja Luką. Okwir zarejestrowano w połowie 2011 na poziomie państwowym. Organizację Simosjon założono w 2011. Grupa Wiktorija jest w trakcie tworzenia. Ponadto od czerwca 2010 organizacja Sarajewskie Centrum Otwarte (Sarajewski Otworeni Centar) bierze udział w projektach LGBT, choć nie jest organizacją LGBT.

### Zajście na festiwalu Queer Sarajewo w 2008
W 2008 pod koniec pierwszego dnia festiwalu Queer Sarajewo kilkanaście osób zostało zaatakowanych. Trzynaście osób, w tym jeden policjant, zostało rannych w wyniku ataku grup islamskich fundamentalistów i chuliganów. Według organizatorów tego czterodniowego wydarzenia, policja pozwoliła nielegalnym protestantom zbliżyć się do gości festiwalu, zagrażając tym samym bezpieczeństwu uczestników.
Festiwal zorganizowany przez Organizację Q został otwarty w Akademii Sztuk Pięknych w Sarajewie (stolicy Bośni i Hercegowiny). Homofobiczne ataki zmusiły organizatorów do wyprawienia imprezy zamkniętej, a następnie do odwołania festiwalu kilka dni później. Choć Organizacja Q kilkakrotnie wyprawiała imprezy wcześniej, ten festiwal był pierwszą tego typu imprezą w historii Sarajewa.

### Opinia publiczna
Według sondażu opublikowanego w 2017 przez Pew Research, 13% badanych w Bośni i Hercegowinie popiera małżeństwa osób tej samej płci. 84% respondentów było przeciwko.